# Campeonato Mundial de Halterofilia de 1962
El  XXXVII Campeonato Mundial de Halterofilia se celebró en Budapest (Hungría) entre el 16 y el 22 de septiembre de 1962 bajo la organización de la Federación Internacional de Halterofilia (IWF) y la Federación Húngara de Halterofilia.
En el evento participaron 113 halterófilos de 27 federaciones nacionales afiliadas a la IWF.

## Medallistas
| Evento  | Oro                            | Plata                                   | Bronce                             |
| ------- | ------------------------------ | --------------------------------------- | ---------------------------------- |
| 56 kg   | Yoshinobu Miyake Japón 352,5   | Imre Földi · Hungría · 337,5            | Vladimir Stogov URSS 330,0         |
| 60 kg   | Yevgueni Minayev URSS 362,5    | Yevgueni Katsura URSS 357,5             | Rudolf Kozłowski · Polonia · 352,5 |
| 67,5 kg | Vladimir Kaplunov URSS 415,0   | Waldemar Baszanowski · Polonia · 412,0  | Marian Zieliński · Polonia · 405,5 |
| 75 kg   | Alexandr Kurynov URSS 422,5    | Mihály Huszka · Hungría · 415,0         | Mohamad Ami-Tehrani Irán 412,5     |
| 82,5 kg | Győző Veres · Hungría · 460,0  | Tommy Kono Estados Unidos 455,0         | Géza Tóth · Hungría · 442,5        |
| 90 kg   | Louis Martin Reino Unido 480,0 | Ireneusz Paliński · Polonia · 470,0     | Bill March Estados Unidos 460,0    |
| +90 kg  | Yuri Vlasov URSS 540,0         | Norbert Schemansky Estados Unidos 537,5 | Gary Gubner Estados Unidos 497,5   |

1. 1 2 3  Fuerza (kg) + arrancada (kg) + dos tiempos (kg) = TOTAL (kg)

## Medallero
| Núm. | País           | Oro | Plata | Bronce | Total |
| ---- | -------------- | --- | ----- | ------ | ----- |
| 1    | URSS           | 4   | 1     | 1      | 6     |
| 2    | Hungría        | 1   | 2     | 1      | 4     |
| 3    | Japón          | 1   | 0     | 0      | 1     |
| 3    | Reino Unido    | 1   | 0     | 0      | 1     |
| 5    | Estados Unidos | 0   | 2     | 2      | 4     |
| 5    | Polonia        | 0   | 2     | 2      | 4     |
| 7    | Irán           | 0   | 0     | 1      | 1     |
|      | TOTAL          | 7   | 7     | 7      | 21    |